# Bóng đá tại Đại hội Thể thao Bán đảo Đông Nam Á 1973
Giải bóng đá tại Đại hội Thể thao Bán đảo Đông Nam Á 1973 diễn ra từ ngày 1 đến ngày 8 tháng 9 năm 1973 tại Singapore.

## Địa điểm thi đấu
- Sân vận động Quốc gia, Singapore

## Các đội tuyển tham dự
- Miến Điện
- Malaysia
- Thái Lan
- Việt Nam Cộng hòa
- Lào
- Singapore

## Giải đấu

### Vòng bảng
Sáu đội tuyển được chia thành hai bảng đấu vòng tròn 1 lượt chọn 2 đội xếp đầu vào bán kết.
|  | Đội bóng đi tiếp vào vòng trong |

#### Bảng A
| Đội       | ST | T | H | B | BT | BB | HS | Đ |
| --------- | -- | - | - | - | -- | -- | -- | - |
| Singapore | 2  | 1 | 1 | 0 | 1  | 0  | +1 | 3 |
| Malaysia  | 2  | 0 | 2 | 0 | 1  | 1  | 0  | 2 |
| Thái Lan  | 2  | 0 | 1 | 1 | 1  | 2  | −1 | 1 |

| Singapore                       | 1–0      | Thái Lan |
| ------------------------------- | -------- | -------- |
| Thinakorn Patcharoen 28' (l.n.) | Chi tiết |          |

| Malaysia          | 1–1 | Thái Lan   |
| ----------------- | --- | ---------- |
| Rochana 2' (l.n.) |     | Sudtha 35' |

| Singapore | 0–0      | Malaysia |
| --------- | -------- | -------- |
|           | Chi tiết |          |

#### Bảng B
| Đội               | ST | T | H | B | BT | BB | HS  | Đ |
| ----------------- | -- | - | - | - | -- | -- | --- | - |
| Miến Điện         | 2  | 2 | 0 | 0 | 11 | 2  | +9  | 4 |
| Việt Nam Cộng hòa | 2  | 1 | 0 | 1 | 7  | 4  | +3  | 3 |
| Lào               | 2  | 0 | 0 | 2 | 1  | 13 | −12 | 0 |

| Miến Điện                                                                                              | 8–0 | Lào |
| --- | --- | --- |
| Maung Ye Nyunt 20' · Than Soe 29', 81' · Win Maung 39', 43' · Maung Khin Lay 80', 85' · Mya Kyaing 87' |     |     |

| Miến Điện                                          | 3–2 | Việt Nam Cộng hòa                         |
| -------------------------------------------------- | --- | ----------------------------------------- |
| Win Maung 9' · Mya Kyaing 15' · Maung Ye Nyunt 57' |     | Nguyễn Văn Mộng 24' (ph.đ.) · Cù Sinh 45' |

| Việt Nam Cộng hòa | 5–1 | Lào |
| ----------------- | --- | --- |
|                   |     |     |

### Vòng đấu loại trực tiếp

#### Nhánh đấu
|  | Bán kết           | Bán kết           |               |   | Chung kết | Chung kết |
|  |                   |                   |               |   |           |           |
|  | 6 tháng 9         |                   |               |   |           |           |
|  |                   |                   |               |   |           |           |
|  | Singapore         | 1 (4)             |               |   |           |           |
|  | Singapore         | 1 (4)             | 7 tháng 9     |   |           |           |
|  | Việt Nam Cộng hòa | 1 (5)             |               |   |           |           |
|  | Việt Nam Cộng hòa | 1 (5)             | Miến Điện     | 2 |           |           |
|  | 6 tháng 9         |                   | Miến Điện     | 2 |           |           |
|  |                   | Việt Nam Cộng hòa | 1             |   |           |           |
|  | Miến Điện         | Việt Nam Cộng hòa | 1             | 1 |           |           |
|  | Miến Điện         |                   |               | 1 |           |           |
|  | Malaysia          | 0                 |               |   |           |           |
|  | Malaysia          | 0                 | Tranh hạng ba |   |           |           |
|  |                   |                   |               |   |           |           |
|  | 7 tháng 9         |                   |               |   |           |           |
|  |                   |                   |               |   |           |           |
|  | Singapore         | 0                 |               |   |           |           |
|  | Singapore         | 0                 |               |   |           |           |
|  | Malaysia          | 3                 |               |   |           |           |

#### Bán kết
| Miến Điện          | 1–0 | Malaysia |
| ------------------ | --- | -------- |
| Maung Ye Nyunt 68' |     |          |

| Singapore                                                                       | 1–1 (s.h.p.) | Việt Nam Cộng hòa                                                         |
| ------------------------------------------------------------------------------- | ------------ | ------------------------------------------------------------------------- |
| Quah Kim Lye 61'                                                                | Chi tiết     | Cù Sinh 63'                                                               |
| Loạt sút luân lưu                                                               |              |                                                                           |
| Seak Poh Leong · Muhammad Noh Hussein · Jafar Yacoob · Dollah Kassim · M. Kumar | 3–5          | Dương Văn Tha · Cù Sinh · Huỳnh Văn Chiểu · Nguyễn Vinh Quang · Lê Văn Tú |

#### Tranh huy chương đồng
| Singapore | 0–3      | Malaysia                                                    |
| --------- | -------- | ----------------------------------------------------------- |
|           | Chi tiết | Reduan Abdullah 6' · Mokhtar Dahari 34' · R.Visvanathan 84' |

#### Tranh huy chương vàng
| Miến Điện                | 3–2 | Việt Nam Cộng hòa                               |
| ------------------------ | --- | ----------------------------------------------- |
| Mya Kyaing 39', 51', 56' |     | Trần Văn Xinh 16' · Nguyễn Văn Mộng 84' (ph.đ.) |

## Nhà vô địch
| Vô địch Bóng đá nam SEAP Games 1973 Miến Điện Lần thứ năm |

## Bảng xếp hạng chung cuộc
| VT | Đội               | ST | T | H | B | BT | BB | HS  | Đ | Kết quả cuối cùng   |
| -- | ----------------- | -- | - | - | - | -- | -- | --- | - | ------------------- |
| 1  | Miến Điện         | 4  | 4 | 0 | 0 | 15 | 4  | +11 | 8 | Huy chương vàng     |
| 2  | Việt Nam Cộng hòa | 4  | 1 | 1 | 2 | 10 | 8  | +2  | 3 | Huy chương bạc      |
| 3  | Malaysia          | 4  | 1 | 2 | 1 | 4  | 2  | +2  | 4 | Huy chương đồng     |
| 4  | Singapore (H)     | 4  | 1 | 2 | 1 | 2  | 4  | −2  | 4 | Hạng tư             |
|    |                   |    |   |   |   |    |    |     |   |                     |
| 5  | Thái Lan          | 2  | 0 | 1 | 1 | 1  | 2  | −1  | 1 | Bị loại ở vòng bảng |
| 6  | Lào               | 2  | 0 | 0 | 2 | 1  | 13 | −12 | 0 | Bị loại ở vòng bảng |

## Bảng huy chương
| Vàng | Bạc | Đồng |
| --- | --- | --- |
| Miến Điện | Việt Nam Cộng hòa | Malaysia |
| Tin Aung Sein Win Maung Maung Tin Tin Sein Myo Win Nyunt Aye Maung l Aye Maung ll Ye Nyint Win Maung Than Soe Mya Kyaing Khin Maung Lay | Lâm Hồng Châu Dương Văn Tha Nguyễn Văn Mộng Bùi Thai Huệ Đỗ Cầu Nguyễn Vinh Quang Trần Văn Xinh Hồ Thanh Cang Lê Văn Tâm Lê Văn Tư Cù Sinh Nguyễn Quốc Bảo Võ Bá Hùng Huỳnh Văn Chiểu Lê Văn Tú | R. Arumugam Namat Abdulah Soh Chin Aun Shukor Salleh M. Chandran Wong Voon Leong Wan Hassan Ibrahim Saharuddin Abdullah Reduan Abdullah Rahim Abdullah Mokhtar Dahari Aun V. Thambirajah Santokh Singh R. Visvanathan |